# Station Kroya

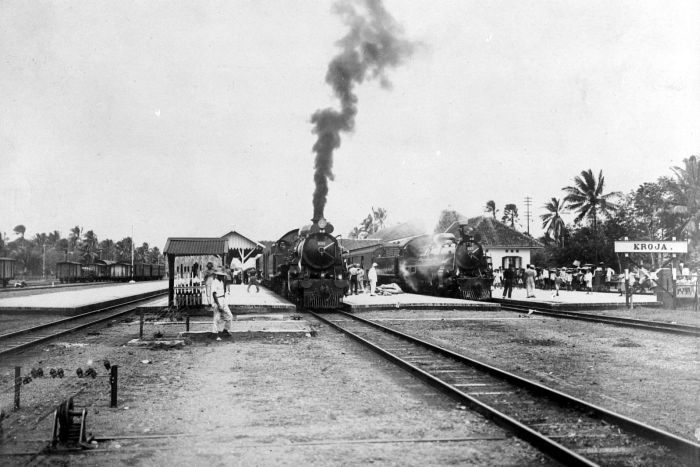
Eerste rit op 1 november 1929 van de eendaagse expresse-trein Batavia-Soerabaja op het station te Kroja.

Kroya is een spoorwegstation in de Indonesische provincie Midden-Java.

## Bestemmingen
- Argo Wilis: naar Station Bandung en Station Surabaya Gubeng
- Turangga: naar Station Bandung en Station Surabaya Gubeng
- Purwojaya: naar Station Gambir en Station Cilacap
- Lodaya: naar Station Bandung en Station Solo Balapan
- Fajar Utama Yogya: naar Station Yogyakarta
- Senja Utama Yogya: naar Station Pasar Senen
- Mutiara Selatan: naar Station Bandung en Station Surabaya Gubeng
- Progo: naar Station Jakarta Pasar Senen en Station Lempuyangan
- Sawunggalih Utama: naar Station Pasar Senen en Station Kutoarjo
- Senja Bengawan: naar Station Tanahabang en Station Solo Jebres
- Gaya Baru Malam Selatan: naar Station Jakarta Kota en Station Surabaya Gubeng
- Kutojaya Utara: naar Station Tanahabang en Station Kutoarjo
- Logawa: naar Station Purwokerto en Station Jember
- Serayu: naar Station Jakarta Kota
- Kahuripan: naar Station Padalarang en Station Kediri
- Kutojaya Selatan: naar Station Kiaracondong en Station Kutoarjo
- Pasundan: naar Station Kiaracondong en Station Surabaya Gubeng